# Phrynobatrachus leveleve
Espèce
Statut de conservation UICN

 LC  : Préoccupation mineure
Phrynobatrachus leveleve est une espèce d'amphibiens de la famille des Phrynobatrachidae.

## Répartition
Cette espèce est endémique de Sao Tomé-et-Principe. Son aire de répartition concerne les îles de São Tomé et Rolas. Elle est présente du niveau de la mer jusqu'à 1 412 m d'altitude,.

## Étymologie
Son nom d'espèce, leveleve, dérive de l'expression « leve leve » en créole portugais parlé à Sao Tomé-et-Principe. Cette expression signifie, selon les cas, « facilement », « légèrement », « calmement », ce qui s'accorde assez bien avec l'esprit des habitants de l'île selon les auteurs. Formulant l'espoir d'un environnement préservé et des perspectives d'avenir joyeuses, ils ont repris cette expression pour cette espèce endémique et ce en dépit des gisements de pétrole récemment découverts qui risquent de perturber la tranquillité de l'île.

## Publication originale
- Uyeda, Drewes & Zimkus, 2007 : The California Academy of Sciences Gulf of Guinea Expeditions (2001, 2006) IV. A new species of Phrynobatrachus from the Gulf of Guinea islands and a reanalysis of Phrynobatrachus dispar and P. feae (Anura: Phrynobatrachidae). Proceedings of the California Academy of Sciences, sér. 4, vol. 58, no 18, p. 367-385 (texte intégral).